# 何赛灵
何赛灵（1966年—），男，浙江临海人，中国光电技术专家，浙江大学教授，曾任瑞典皇家工学院教授，主要从事先进光电技术研究。中华人民共和国教育部首批“长江学者”特聘教授，科技部“973”基础研究重大项目“新型人工电磁介质的理论与应用研究”首席科学家。

## 生平
1992年获瑞典皇家工学院工学博士学位，后留任瑞典皇家工学院副教授和教授。1999年创立浙江大学光及电磁波研究中心。